# 伯方雪日
伯方 雪日（はかた ゆきひ、1970年4月29日 -）は日本の小説家、推理作家。京都市生まれ。京都大学工学部精密工学科卒業。2003年、記憶と洗脳をテーマにした推理短編「必然なる偶然」が『創元推理21』に掲載されデビューした。
2004年、初の単行本である連作短編集『誰もわたしを倒せない』を上梓した。
叔父はイタストレーターの石橋謙一（故人）。

## 作品リスト
単行本
- 誰もわたしを倒せない
  - ミステリ・フロンティア、東京創元社、2004年5月、ISBN 978-4488017057 - 解説：笹川吉晴
  - 創元推理文庫、東京創元社、2006年10月、ISBN 978-4488465018 - 解説：乾くるみ
- 死闘館（我が血を嗣ぐもの）
  - ミステリ・フロンティア、東京創元社、2010年6月、ISBN 978-4488017637
- ガチ！少女と椿とベアナックル
  - 原書房、2013年2月、ISBN 978-4562048892

短編
- 必然なる偶然 - 『創元推理21』2003年春号、東京創元社、2003年2月
- 血縁 - 『ミステリーズ!』vol.20、東京創元社、2009年1月
- Gカップ・フェイント - 『蝦蟇倉市事件 1』東京創元社 ミステリ・フロンティア、2010年1月